# الغنامية
الغنامية إحدى قرى مركز أشمون التابع لمحافظة المنوفية بجمهورية مصر العربية. 

## السكان
بلغ عدد سكان الغنامية 4,636 نسمة، حسب الإحصاء الرسمي لعام 2006.